# Armin Schlagwein
Armin Schlagwein (* 2. Dezember 1974 in Bad Neuenahr) ist ein deutscher Schauspieler und Synchronsprecher.

## Leben
Armin Schlagwein absolvierte von 1996 bis 2000 die Bayerische Theaterakademie München. Danach spielte er in einer Vielzahl von Fernsehproduktionen wie Tatort, Der Alte oder Wege zum Glück mit.

## Filmografie (Auswahl)
Schauspieler
- 1998: Insomnia (Regie: Gerhard Hroß)
- 1998: Der Alte – Der Mann, der sich Bob nannte (Regie: Dietrich Haugk)
- 1999: Morgenland (Regie: Florian Iwersen)
- 1999: Gezeiten (Regie: Björn Thönicke)
- 2000: Zwei Brüder – Abschied (Regie: Andy Bausch)
- 2000: Tatort: Kleine Diebe (Regie: Vivian Naefe)
- 2001: Verdammt verliebt Regie Christine Kabisch
- 2001: SOKO 5113 – Eigendynamik (Regie: Zbybek Cervin)
- 2002: Um Himmels Willen (Regie: Ulrich König)
- 2006: Sturm der Liebe Regie Dieter Schlotterbeck
- 2008: Wege zum Glück (Regie: diverse)
- 2008: Die Rosenheim-Cops – Abwärts in den Tod
- 2009: Die Rosenheim-Cops – Der verschleierte Tod
- 2011: Sturm der Liebe (Regie: Dieter Schlotterbeck u. a.)
- 2015: Die Rosenheim-Cops – Der letzte Tango
- 2022: Sandman – Das Schlagen ihrer Flügel

Synchronsprecher
- 2017: Jumanji: Willkommen im Dschungel[1]
- 2019: Jumanji: The Next Level[1]
- 2020: Curon – für Alessandro Tedeschi als Albert Asper[1]
- 2020: Killing Eve – für Raj Bajaj als Mo Jafari[1]
- 2021: Squid Game – für Heo Sung-tae als Jang Deok-su (101)[1]
- 2021: Inside Job – für Brett Gelman als Magic Myc[1]
- 2022: Dreizehn Leben – für Sahajak Boonthanakit als Governor Narongsak
- 2024: Navy CIS: Hawaiʻi als der echte Jack Spence